# Collège de Beauvais

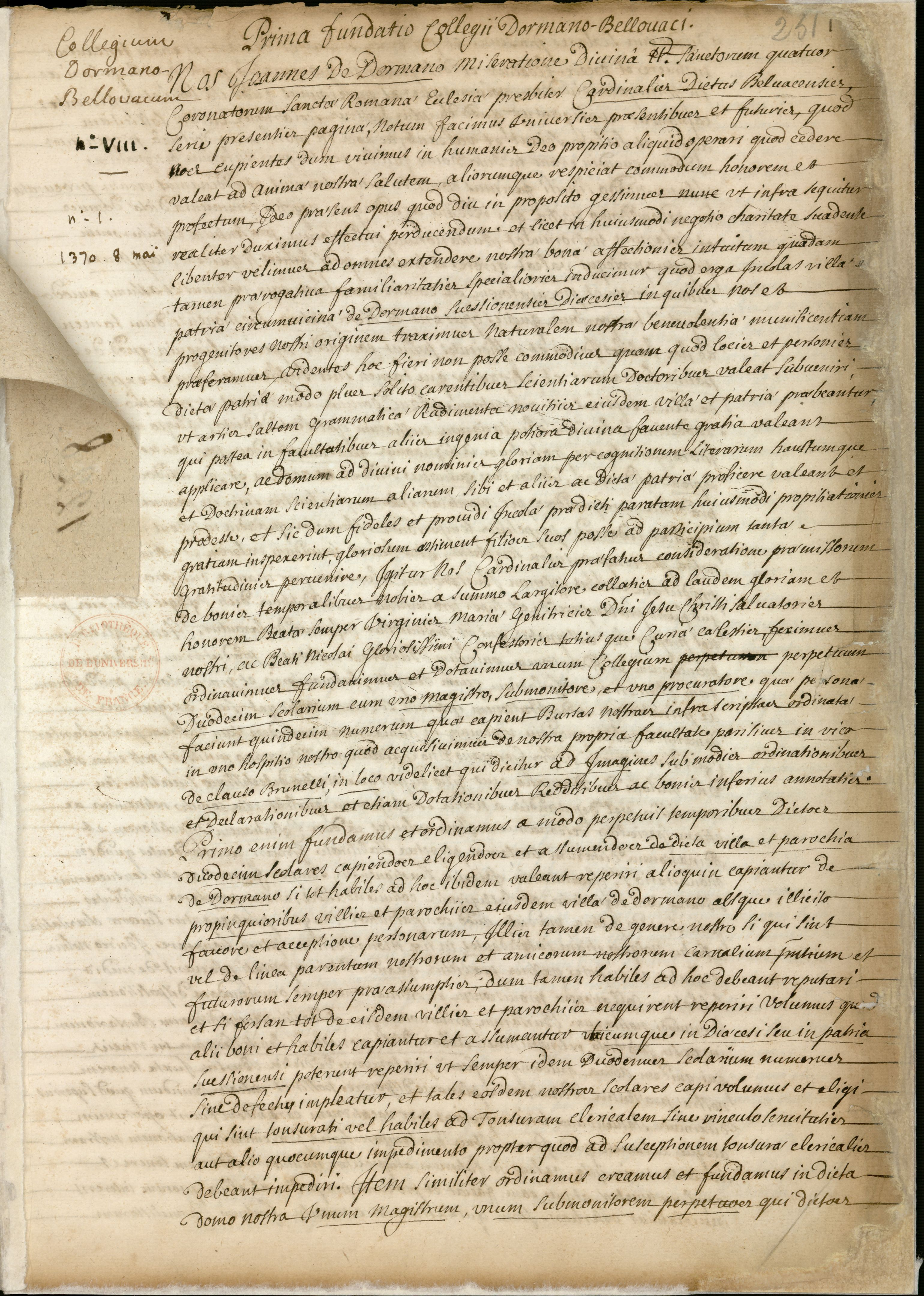
Collège de Beauvais (auch collège de Dormans-Beauvais genannt): Gründung und Satzung. Manuskript, 17. Jahrhundert (Sorbonne-Bibliothek, NuBIS)

Das Collège de Beauvais (auch  Collège de Dormans-Beauvais genannt) lag in Paris im 5. Arrondissement in der heutigen Rue Jean-de-Beauvais. Ende des 17. und Anfang des 18. Jahrhunderts war es ein Zentrum des Jansenismus. Es wurde von vielen Söhnen von Richtern und Staatsanwälten am Parlement und den anderen hohen Pariser Gerichten besucht.
Das Collège wurde 1370 gegründet von Jean de Dormans, Bischof von Beauvais und Kanzler von Frankreich. Die noch erhaltene, Johannes dem Täufer geweihte Kapelle, wurde 1375 von Raymond du Temple, dem Baumeister des Louvre und des Château de Vincennes, gebaut. Von ihm stammte auch das Schulgebäude von 1381, das nicht mehr existiert.
Zu den Lehrern des Collège gehörten:
- Petrus Ramus
- Francisco de Xavier

Zu den Schülern gehörten:
- Jean Racine
- Nicolas Boileau
- Charles Perrault
- Cyrano de Bergerac